# 登尼斯·鲍尔
登尼斯·鲍尔（德語：Dennis Bauer，1980年12月18日—），德国男子击剑运动员，主攻佩剑。他曾代表德国参加2000年夏季奥林匹克运动会击剑比赛，获得男子团体佩剑铜牌。